# Křemičitany
Křemičitany (silikáty) jsou kyslíkaté sloučeniny křemíku. Jsou to látky vesměs nerozpustné ve vodě až na křemičitany alkalických kovů Na2SiO3 (vodní sklo, kapalné sklo) a K2SiO3. Křemičitany vápenaté, hlinité a železité jsou rozpustné v kyselinách a jsou součástí přírodních minerálních surovin pro průmysl stavebních hmot. Všechny křemičitany lze rozpustit v koncentrovaných roztocích alkalických hydroxidů nebo za vysokých teplot v jejich taveninách. Křemičitany jako minerály jsou nerosty nekovového vzhledu a obvykle jsou součástmi hornin. Jsou to nejrozšířenější látky v zemské kůře.

## Využití
- výroba keramiky (porcelán z kaolinu – bílá hlína)
- výroba skla (sklářské písky)
- výroba cementů (příprava betonů)
- jiná použití: mastek, slída, azbest atp.

## Křemičitany jako nerosty

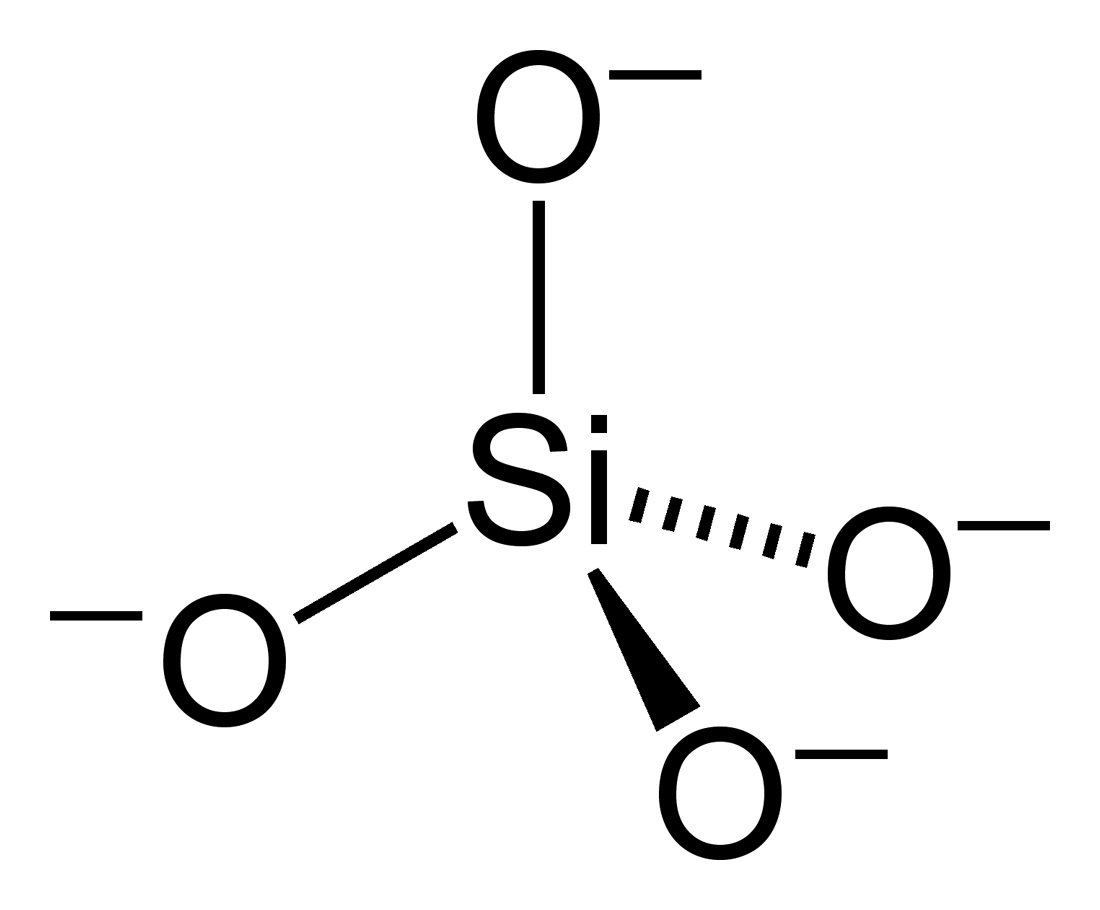
Základní čtyřstěn

Spolu s křemenem patří křemičitany k nejrozšířenějším nerostům zemské kůry. Základní stavební jednotky křemičitanů jsou čtyřstěny (tetraedry) SiO 4−
4  (náboj 4−). Podle způsobu sdružování čtyřstěnů (tetraedrů) rozlišujeme 7 skupin silikátových minerálů:
1. nesosilikáty (ostrůvkové křemičitany)
2. sorosilikáty (skupinkové křemičitany)
3. cyklosilikáty (kruhové křemičitany)
4. inosilikáty (řetězcové křemičitany) s jednoduchým řetězcem
5. inosilikáty (řetězcové křemičitany) se zdvojeným řetězcem – pruhem
6. fylosilikáty (vrstvové křemičitany)
7. tektosilikáty (skeletové křemičitany)

Do skupiny tektosilikátů jsou zahrnuty i přírodní modifikace SiO2.

## Nesosilikáty
- „ostrůvkovité“ silikáty s vzájemně nezávislými čtyřstěny [SiO4]4 –

### Skupina fenakitu
- fenakit – Be2SiO4
- willemit – Zn2SiO4

### Olivíny
Olivíny (Mg, Fe, Mn, Ni)2SiO4 – pevné roztoky forsteritu Mg2SiO4, fayalitu Fe2SiO4, tefroitu Mn2SiO4 a liebenbergitu Ni2SiO4; tetraedr; tvoří vyrostlice v tmavých horninách (čedič, gabro); tvrdost: 5 – 6; křehký, skelný; odrůda: chrysolit – drahokamová kvalita; Podkrkonoší, Doupov, Konstantinovy Lázně, Rudé moře, meteority, Německo a další; tvoří horninu – peridotit (olivínovec)

### Granáty
Granáty vyskytují se často v přeměněných horninách; jsou podobné tvarem, ale mají různé složení: A3B2(SiO4)3 ... A = Mg/Fe/Mn/Ca ... B = Al/Fe; existuje nepřehledné množství smíšených odrůd; granáty mají různé barvy kromě modré; krystaly hojnoploché, kulovité – kosočtverečný dvanáctistěn (dodekaedr) a čtyřiadvacetistěn (ikositetraedr); vyplavené nalézány ve štěrcích, jinak v přeměněných horninách – mramorech, rulách, chloritech, svorech
- grossulár – Ca3Al2(SiO4)3; Québec, Keňa; zelený nebo žlutooranžový
- pyrop – český granát – Mg3Al2(SiO4)3; šperkový kámen, zasazuje se do stříbra; nalézá se v Českém ráji; malinké červené krystalky
- almandin – Fe3Al2(SiO4)3; tmavočervený
- andradit – Ca3Fe2(SiO4)3
- spessartin – Mn3Al2(SiO4)3
- uvarovit – Ca3Cr2(SiO4)3
- hydrogrossulár – Ca3Al2Si2O8(SiO4)1-m(OH)4m

### Skupina zirkonu
- zirkon – ZrSiO4; odrůda: hyacint – drahokam
- thorit – ThSiO4
- hafnon – HfSiO4

### Skupina Al2SiO5
- andalusit – Al2SiO5
- kyanit – Al2SiO5; název podle modré barvy; Brazílie, Švýcarsko, Bečov, Frymburk, Pancíř
- sillimanit – Al2SiO5
- dumortierit – Al6,5-7BO3(SiO4)3(O,OH)
- topaz – Al2SiO4(F, OH); existuje v mnoha barevných variantách; kosočtverečná soustava; tvrdost 8; v pegmantitech a žulách; v přeměněných horninách nebo vyvřelých horninách; Brazílie, Ukrajina (v rudné oblasti), v Česku: Cínovec, Horní Slavkov
- staurolit – Fe2Al9(SiO4)4(O,OH)2

### Skupina humitu
- humit – (Mg,Fe)7(SiO4)3(F,OH)2
- norbergit – Mg3(SiO4)(F,OH)2
- chondrodit – Mg5(SiO4)2(F,OH)2
- klinohumit – Mg9(SiO4)4(F,OH)2

### Datolit
- datolit – CaBSiO4(OH)

### Titanit
- titanit (sfen) – CaTiSiO5

### Chloritoid
- chloritoid – (Fe,Mg,Mn)2Al4Si2O10(OH)4

## Sorosilikáty
- „skupinové“ silikáty s dvojicemi čtyřstěnů Si2O76 − (disilikátový anion) často v kombinaci s jednotlivými čtyřstěny SiO44 −

### Disilikáty
- hemimorfit (kalamín) – Zn4(Si2O7)(OH)2·H2O
- lawsonit – CaAl2(Si2O7)(OH)2·H2O
- ilvait – CaFe2+2Fe3+O(Si2O7)(OH)

### Skupina epidotu
Skupina epidotu má jak (SiO4)4−, tak (Si2O7)6− anionty
- epidot – Ca2(Al,Fe)3O(SiO4)(Si2O7)(OH)
- zoisit, klinozoisit, tanzanit – Ca2Al3O(SiO4)(Si2O7)(OH)
- allanit – Ca(Ce,La,Y,Ca)Al2(Fe2+,Fe3+)O(SiO4)(Si2O7)(OH)

### Vesuvián
- vesuvián – Ca10(Mg,Fe)2Al4(SiO4)5(Si2O7)2(OH)4; Hazlov; v přeměněných horninách

## Cyklosilikáty
- „kruhové“ silikáty se čtyřstěny spojenými do n-členného kruhu [SinO3n]2n −

### 3členný kruh

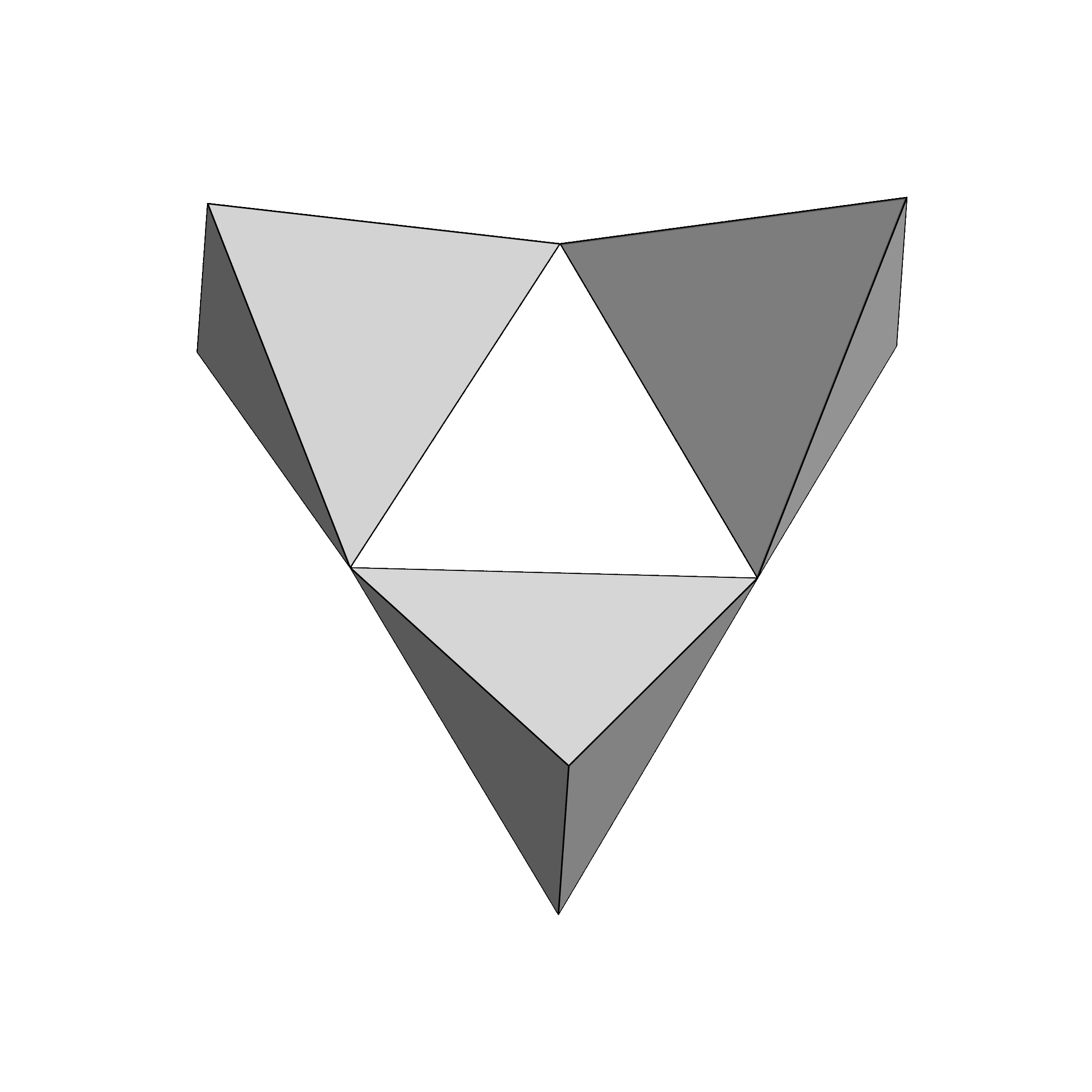
3členný kruh benitoitu

- benitoit – BaTi(Si3O9)

### 4členný kruh
- axinit – (Ca,Fe,Mn)3Al2(BO3)(Si4O12)(OH)

### 6členný kruh

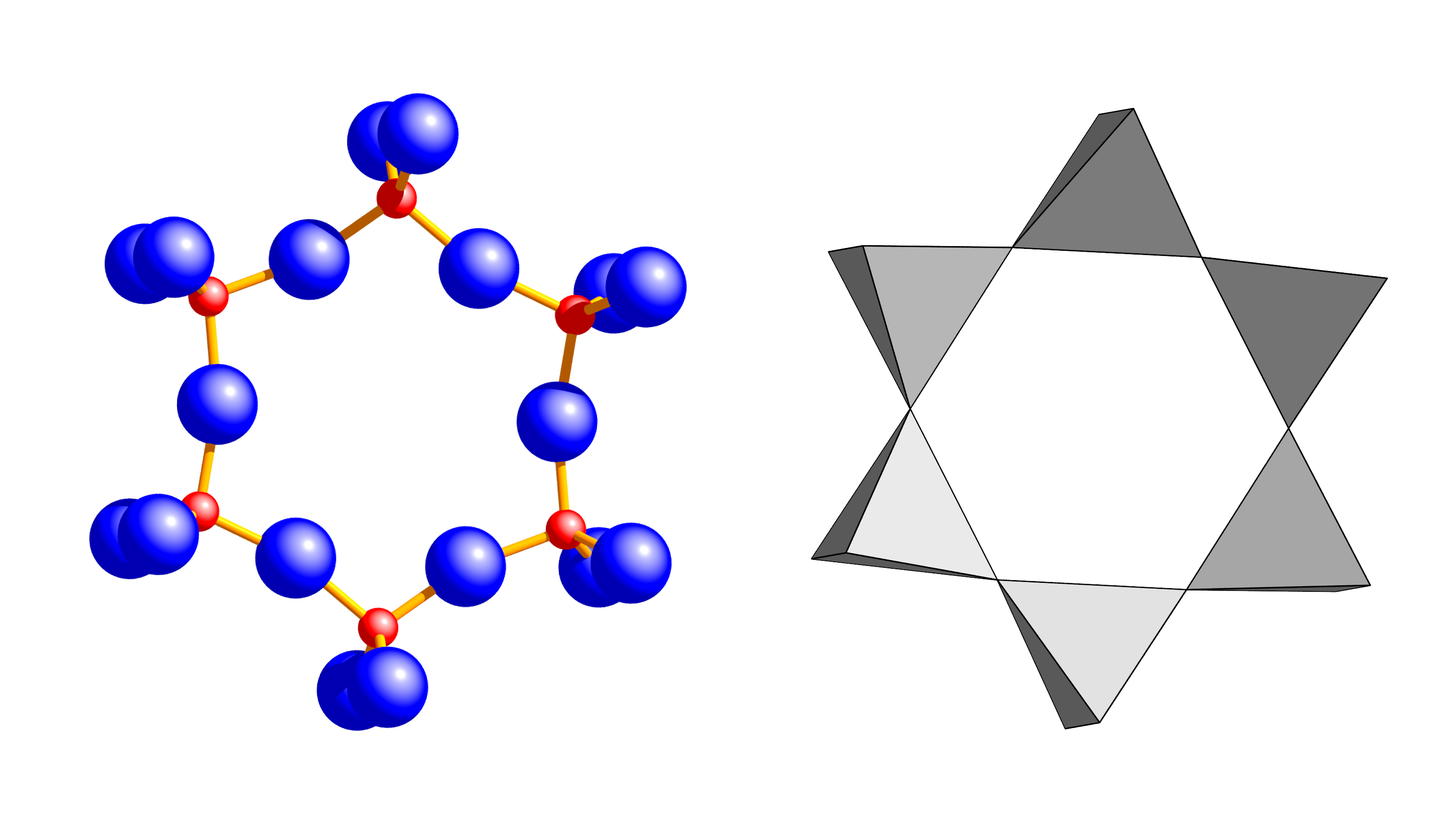
6členný kruh berylu

- beryl – Be3Al2Si6O18; obsahuje berylium, které se z něj získává; šestiboké sloupce; zbarvení do zelena; tvrdost 7,5 (drahokamová); skelný lesk; Písek, Poběžovice – drahokamová kvalita; Brazílie, Kolumbie, Ural, Egypt
odrůdy:
  - smaragd – Be3(Al,Cr)2Si6O18 (sytě zelený – Srí Lanka);
  - zlatý beryl;
  - akvamarín – Be3(Al,Fe,Ti)2Si6O18 (modrý)
- turmalín – (Na,Ca)(Al,Li,Mg)3-(Al,Fe,Mn)6(Si6O18)(BO3)3(OH)4; velmi rozmanité barevné podoby; různé chemické složení; brousí se do prstenů;
odrůdy:
  - rubelit
  - skoryl – NaFe2+3Al6(BO3)3Si6O18(OH)4 (černý),
  - elbait – Na(LiAl)3Al6Si6O18(BO3)3(OH)4 (barevný)

## Jednoduché inosilikáty
- jednoduché řetězce čtyřstěnů [SinO3n]2n −

### Pyroxeny
- řada enstatit-ferrosilit – (Mg,Fe)SiO3 – tuhé roztoky enstatitu MgSiO3 a ferrosilitu FeSiO3
- pigeonit – Ca1/4(Mg,Fe)7/4Si2O6
- řada diopsid-hedenbergit – tuhé roztoky diopsidu CaMgSi2O6 a hedenbergitu CaFeSi2O6 i s příměsí sodíku – augit (Ca,Na)(Mg,Fe,Al)(Si,Al)2O6
- řada sodných pyroxenů – tuhé roztoky jadeitu NaAlSi2O6 a aegirinu (akmitu) NaFe3+Si2O6
- spodumen – LiAlSi2O6

### Pyroxenoidy
- wollastonit – CaSiO3
- rhodonit – MnSiO3
- pectolit

## Dvojřetězcové inosilikáty
- dvojité řetězce čtyřstěnů [Si4nO11n]6n −

### Amfiboly
- řada cummingtonitu = tuhé roztoky cummingtonitu Fe2Mg2Si8O22(OH)4 a gruneritu Fe7Si8O22(OH)2
- řada tremolitu – tuhé roztoky tremolitu Ca2Mg5Si8O22(OH)2 s aktinolitem Ca2(Mg,Fe)5Si8O22(OH)2
- rohovec (hornblende) – (Ca,Na)2-3(Mg,Fe,Al)5Si6(Al,Si)2O22(OH)2
- sodné amfiboly zahrnují glaukofán Na2Mg3Al2Si8O22(OH)2, riebeckit (azbest) Na3Fe2+3Fe3+2Si8O22(OH)2 a arfvedsonit Na3(Fe,Mg)4FeSi8O22(OH)2

## Fylosilikáty
- „lístkové“ silikáty čtyřstěny propojeny do rovinných vrstev [Si2nO5n]2n −

### Skupina serpentinu
- antigorit – Mg3Si2O5(OH)4
- chrysotil – Mg3Si2O5(OH)4
- lizardit – Mg3Si2O5(OH)4

### Jílové minerály
- kaolinit – Al2Si2O5(OH)4

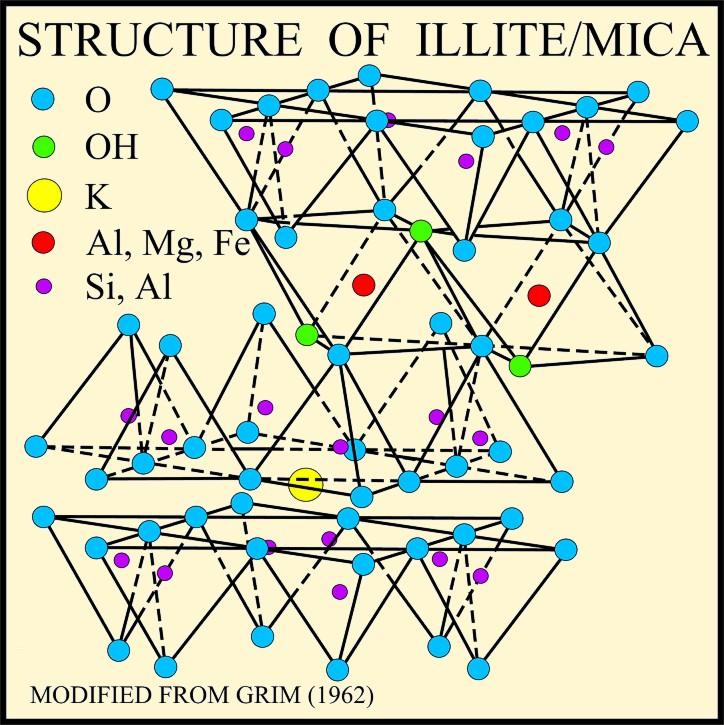
Struktura illitu

- illit – (K,H3O)(Al,Mg,Fe)2(Si,Al)4O10[(OH)2,(H2O)]
- smektit
- montmorillonit – (Na,Ca)1/3(Al,Mg)2(Si4O10)(OH)2•nH2O
- vermiculit – (Mg,Fe,Al)3(Al,Si)4O10(OH)2•4H2O
- mastek (talek) – Mg3Si4O10(OH)2
- palygorskit – (Mg,Al)2Si4O10(OH)•4(H2O)
- pyrofyllit – Al2Si4O10(OH)2

### Slídové minerály
- biotit – K(Mg,Fe)3(AlSi3O10(OH)2
- muskovit – KAl2(AlSi3O10)(OH)2
- flogopit – KMg3Si4O10(OH)2
- lepidolit – K(Li,Al)2-3(AlSi3O10)(OH)2
- margarit – CaAl2(Al2Si2O10)(OH)2
- glaukonit – (K,Na)(Al,Mg,Fe)2(Si,Al)4O10(OH)2

### Skupina chloritu
- chlorit – (Mg,Fe)3(Si,Al)4O10(OH)2•(Mg,Fe)3(OH)6

## Tektosilikáty
- „skeletové“ silikáty se čtyřstěny tvořícími prostorovou (3D) síť [AlxSiyO2(x+y)]x −

### Skupina SiO2
- křemen – SiO2
- tridymit – SiO2
- cristobalit – SiO2

### Živce
- alkalické živce – neúplná řada tuhých roztoků ortoklasu KAlSi3O8 a albitu NaAlSi3O8 směsný minerál nazván anortoklas (Na,K)AlSi3O8; draselný živec KAlSi3O8 se vyskytuje ve třech modifikacích: vedle ortoklasu existuje také mikroklin (KAlSi3O8) a sanidin (KAlSi3O8)
- plagioklasy = úplná řada tuhých roztoků albitu NaAlSi3O8 a anortitu CaAl2Si2O8; pro poměr Na:Ca = 4:1 je užíván název oligoklas, pro 3:2 andesin, pro 2:3 labradorit a pro 1:4 bytownit

### Zástupci živců – Foidy
- noseán – Na8Al6Si6O24(SO4)
- kankrinit – Na6Ca2(CO3)Al6Si6O24).2H2O
- leucit – KAlSi2O6
- nefelín – (Na,K)AlSiO4
- sodalit – Na8(AlSiO4)6Cl2 a příbuzný minerál haüyn (Na,Ca)4-8Al6Si6(O,S)24(SO4,Cl)1-2
- lazurit – (Na,Ca)8(AlSiO4)6(SO4,S,Cl)2

### Petalit
- petalit LiAlSi4O10

### Skupina skapolitu
- marialit – Na4(AlSi3O8)3(Cl2,CO3,SO4)
- meionit – Ca4(Al2Si2O8)3(Cl2.CO3,SO4)

### Analcim
- analcim – NaAlSi2O6•H2O

### Zeolity
- natrolit – Na2Al2Si3O10•2H2O
- chabazit – CaAl2Si4O12•6H2O
- heulandit – CaAl2Si7O18•6H2O
- stilbit – NaCa2Al5Si13O36•17H2O